# AS Espérance Sportive de Djibouti
L'AS Espérance Sportive de Djibouti és un club de Djibouti de futbol de la ciutat de Djibouti. Fins a l'any 2019 fou conegut com a Bahache/Université de Djibouti FC. L'any 2018 fou finalista de copa.
El seu color ha estat tradicionalment el vermell.